# Pseudbarydia bicristata
Pseudbarydia bicristata är en fjärilsart som beskrevs av William James Kaye 1900. Pseudbarydia bicristata ingår i släktet Pseudbarydia och familjen nattflyn. Inga underarter finns listade i Catalogue of Life.